# Pallas Athéné Alapítványok
A Pallas Athéné Alapítványok a Magyar Nemzeti Bank (MNB) által 2014. évtől létrehozott önálló jogi személyiséggel rendelkező szervezetek, amelyek jogilag függetlenek voltak az alapító MNB-től, és amelynek ügyvezetését a kuratórium látta el. Az alapítványok összevonásaikat követően az utolsó szervezet, a Pallas Athéné Domus Meriti Alapítvány előreláthatóan 2025. évig folytatja tevékenységét.
A Magyar Nemzeti Banknak az Alapokmányában megfogalmazott feladata a magyar közgazdaságtani szaktudás és a magyar közgazdaságtudomány fejlesztése, támogatása.  Az MNB a Pallas Athéné nevével jelzett alapítványok megalapításait megelőzően is vett már részt alapítványok létrehozásaiban, ilyen volt például a Pénziránytű Alapítvány, Alapítvány a Közjóért, a Dunántúli Üzemgazdász Képzésért Alapítvány, a Riesz Miklós Alapítvány, vagy a Hass, Alkoss, gyarapíts Alapítvány, Közgazdasági Szemle Alapítvány.
Az MNB a 2014. május 15-én közzétett Alapokmányában megfogalmazott „Társadalmi Felelősségvállalás Stratégiával” összhangban 2024. februárjában meghirdette a Pallas Athéné Közgondolkodási Programot. Ehhez kapcsolódóan hozták létre a Pallas Athéné Domus Animae Alapítványt (PADA) a társadalomtudományi gondolkodás és interdiszciplináris kutatások, a Pallas Athéné Domus Scientiae Alapítványt (PADS) a makroökonómia és pénzügyek, valamint a Pallas Athéné Domus Concordiae Alapítványt (PADOC) a Kárpát-medencei magyar nyelvű közgazdasági és társadalomtudományi képzések támogatására. A z MNB társadalmi felelősségvállalási céljainak felülvizsgálatával és újrafogalmazásával szükségesnek tartotta a 2014 előtt alapított alapítványok újjászervezését és a Pallas Athéné alapítványok létrehozását. Matolcsy 2014-ben tett nyilatkozata szerint saját közgazdasági képzést indít a jegybank, az alapítványok vagyonukat csak magyar állampapírban tarthatják.
A programok támogatása és elérése céljából az MNB összesen 6 egymástól elkülönült alapítványt alapított. A későbbiekben az alapítványok – összeolvadásait követően – a Pallas Athéné Domus Meriti Alapítvány folytatta tevékenységét egészen 2025-ig, amikor az Állami Számvevőszék (ÁSZ) a gazdálkodásáról és a vagyoni háttérről jelentést készített, ezzel kapcsolatban botrány robbant ki. A nyilvánosság előtt ezt megelőzően már több éve köztudott volt az alapítványokkal kapcsolatos befektetések és pénzügyi  műveletek egy része, de sem az ÁSZ, sem pedig az illetékes minisztérium részéről nem került sor érdemi intézkedésre. A jegybank új elnöke nem kívánta továbbfolytatni az alapítványok működését.
2020-ban az MNB által kiadott tájékoztatásban az szerepelt, hogy az MNB, mint nemzeti intézmény a törvényen alapuló lehetőségével élve és az össztársadalmi céljai megvalósításának hangsúlyosabb továbbvitele érdekében hozta létre a Pallas Athéné Alapítványokat. Rámutattak arra, hogy a jegybank pozitív eredménye nem adófizetésből származó vagyon, hanem a saját eredményes gazdálkodásából származik, de ettől még a magyar társadalom közösségéé, a közösség vagyona, mivel a jegybank végeredményben egy speciális állami vállalat, ahol az eredmény felhasználásáról a jegybank Igazgatósága dönt  az alapítvány tulajdonában lévő gazdasági társaságok önálló jogi személyiséggel rendelkező szervezetek, amelyek függetlenek az alapítótól és az üzleti döntéseiket is a Magyar Nemzeti Banktól teljesen független tisztségviselőik hozzák.

## Az alapítványok létrehozásának kritikája
Az alapítványok kezdeti 266,4 Mrd Ft-os tőkejuttatásukat 2014-ben az MNB akkoriban, a forint leértékelése révén keletkezett működési nyereségéből kapták. Az ilyen nyereséget egyébként a jegybanktörvény értelmében a központi költségvetésbe kellett volna befizetni. Az ellenzéki pártok és a sajtó felháborítónak értékelte, hogy Matolcsy György személyes tudományos ambíciói jegyében elpazarolják ezeket a hatalmas összegeket, amelyek nem a központi bank sikeres vagy takarékos gazdálkodásából, hanem egyéb gazdasági folyamatok révén, mintegy automatikusan keletkeztek, és amelyeket a költségvetési hiány csökkentésére kellett volna fordítani. A Transparency International Magyarország már 2016-ban feljelentést tett az „alapítványi közpénzlenyúlás” miatt, de az ügyészség és a rendőrség erre semmilyen érdemi választ nem adott, eljárás nem indult. A FIDESZ politikusai azt állították, hogy az alapítványok létrehozásával „a közpénz elvesztette közpénz jellegét”. Az Alkotmánybíróság azonban úgy döntött, hogy a közpénz nem veszítheti el közpénz jellegét, ezért annak felhasználása átlátható kell maradjon.
A jegybank vagyona a nemzeti vagyon része, így az alapítványaira is vonatkoznak a nemzeti vagyon használatával és hasznosításával szemben támasztott, az Alaptörvényből fakadó követelmények. Az MNB az Alaptörvény értelmében a monetáris politikáért és a pénzügyi stabilitásáért felel. A felsőoktatáshoz és a tudományos kutatáshoz, amelynek a céljaira deklaráltan létrejöttek a Pallas Athéné alapítványok, nincs köze, mint ahogy az alapítványi ingatlanügyletek is idegenek a jegybank rendeltetésétől. Ezeknek az alapítványoknak a kritikusok szerint sem a célja, sem a tényleges tevékenysége nem volt összeegyeztethető a jegybanktörvénnyel.
Az ÁSZ azonban 2018-ban vizsgálatot végzett, és mindent rendben talált az alapítványok körül.

## Az első hat Pallas Athéné Alapítvány
- Pallas Athéné Domus Animae (PADA)
- Pallas Athéné Domus Mentis (PADMA)
- Pallas Athéné Domus Scientiae (PADS)
- Pallas Athéné Domus Concordiae (PADOC)
- Pallas Athéné Domus Innovationis (PADI)
- Pallas Athéné Geopolitikai (PAGEO)

### Pallas Athéné Domus Animae (PADA)
Az Alapítvány célja egy tudományos műhely létrehozása volt, amely a modern képzés megteremtésével és kompetenciák biztosításával fórumot teremt a jövő generációk közgazdasági és pénzügyi szakembereinek, szakemberképzések támogatása, valamint a pénzügyi, közgazdasági és interdiszciplináris kutatások elősegítése.
2013. december 16-án alapították, az Alapítvány jogerős nyilvántartásba vételére 2014. január 14-én került sor a törvényszéken. Az alapítvány Kuratóriumának elnöke Matolcsy György, tagjai Nagy Róza, Vörös József, Schaller Ernő, Réfy Imre és Horváth Botond voltak. Az alapító okirat szerint kuratórium tagja volt kezdetben Balog Ádám és Jármai Péter Zoltán, Schaller Ernő a későbbiekben került be. Az alapítvány igazgatója Szemerey Gabriella volt, aki Matolcsy unokatestvérének, Szemerey Tamásnak a felesége.
Az alapítványnál foglalkoztatottak száma 3 fő volt. A 2013. évi alapító okirat szerint a megjelölt célok elérése érdekében az MNB 2 milliárd forintot bocsátott az alapítvány rendelkezésére. 2017-re az alaítvány vagyona már meghaladta a 60 milliárd forintot.

#### Az Alapítvány fő célkitűzései a következőek
- a közgazdasági, pénzügyi szakemberképzés támogatása, közgazdasági, pénzügyi, valamint interdiszciplináris kutatások elősegítése, támogatása;
- a művelődés, az oktatás és a tudomány támogatása és fejlesztése felsőoktatási intézmények, valamint felsőoktatáshoz kapcsolódó egyéb intézmények és tevékenységek létrehozását, illetve lebonyolítását lehetővé tevő intézményes, anyagi és társadalmi keretek megteremtése révén;
- az oktatási tevékenység fejlesztése, valamint a kutatóhelyek létrehozása és támogatása;
- a felsőfokú oktatási intézmények és az ehhez kapcsolódó tudományos intézmények szakmai és anyagi támogatása;
- a hasonló célú szervezetekkel való belföldi és külföldi együttműködés elősegítése és támogatása, közös projektek, programok és intézmények működtetése, ezáltal Magyarország nemzetközi oktatási és kutatási együttműködéseinek, kapcsolatainak erősítése;
- nevelés, képességfejlesztés, ismeretterjesztés;
- a határon túli magyarság felsőoktatásának, és az ehhez kapcsolódó tudományos, kutatás-fejlesztési tevékenységének a támogatása.[11][16]

#### Az Alapítvány céljainak elérése érdekében – többek között – az alábbiakat határozták meg
- adományok gyűjtése, a szükséges intézmények működtetése,
- az Alapítvány alapcéljait segítő szervezeteket működtetése;
- ösztöndíj és vendégtanári rendszer kialakítása és működtetése,
- a közgazdasági, pénzügyi szakemberképzés és továbbképzés érdekében szervezési, fejlesztési és kutatási tevékenység folytatása;  szemináriumok, előadások szervezése és támogatása; képzési programok kidolgozása és fejlesztése;
- szakkönyvek, tankönyvek, folyóiratok, és más kiadványok megjelentetésének elősegítése, ezekhez anyagi támogatások nyújtása;  referencia könyvtár létrehozása
- kutatási programok kidolgozása és megvalósítása
- nemzetközi és hazai támogatási és pályázati programokban való részvétel,
- a magánszemélyek pénzügyi kultúrájának és pénzügyi tudatosságának fejlesztésének elősegítése, az egyének pénzügyi tájékozottságának növelésének elősegítése,
- a pénzügyi területen működő oktatók, egyetemi és főiskolai tanárok, a képzésben résztvevő gyakorló szakemberek továbbképzésének támogatása Magyarországon és külföldön;
- külföldi szakértők meghívása a hazai pénzügyi oktatásban való részvételre,
- az alapítványi célokkal összhangban az Alapítvány tulajdonába tartozó ingatlanok vonatkozásában ingatlan fejlesztés és hasznosítás[11][16]

A PADA alapítványhoz több száz pályázat került benyújtásra, amelyek közül több pozitív megítélésben részesült és támogatás került megítélésre, így voltak például konferencia támogatások, könyv-és tanulmánykiadások támogatások, továbbá külföldi tanulmányutak, doktori kutatások, tananyagfejlesztések támogatásai is.
A befektetési döntések között 2016. június 30-ig sok milliárd forintban számos betétlekötés és állampapír vásárlás történt, de ezeken túl 11,2 millió Euro összegért vásároltak budai ingatlanokat, a Pallas Athéné Kecskeméti Campus Ingatlanfejlesztő Zrt. létrehozásában pedig 2 milliárd forint hozzájárulás is történt.
Már az Alapítvány megalapításakor azt tervezték, hogy a Budapest, Úri utca 21. szám alatti régi Budai Városháza műemlék épülete lesz a működésének helyszíne. Az MTA-tól vásárolták meg az épületet, ami sokáig a Collegium Budapest otthona volt, de ekkor már évek óta üresen állt. 2018-ban a felső szintjén előadótermek, szemináriumi szobák, kutatóterek kaptak helyet. Az épület földszintjén és a pincében könyvesbolt, étterem és kiállítótér került kialakításra.
Az alapítvány 2018-ban a Várban található, dunai panorámás Csónak utcai Lónyai-Hatvany villa rekonstrukcióját is elvégezték, aminek költsége 4,5 milliárd forint volt.

#### Az alapítvány tulajdonában állt, illetve részvételével működtek az alábbi társaságok
- Kecskeméti Duális Oktatás Zrt. (KEDO Zrt., az alapítvány részesedésének mértéke 16,6%)
- Optima Befektetési-, Ingatlanhasznosító és Szolgáltató Zrt. (az alapítvány részesedésének mértéke 16,6%)[12]

A PADA 2018.07.05-én jogutódlással szűnt meg, feladatait a jogutód Pallas Athéné Domus Sapientiae Alapítvány vette át.

### Pallas Athéné Domus Mentis (PADMA)
Az Alapítvány célja Bács-Kiskun vármegyében, kiemelten Kecskeméten a közgazdasági, pénzügyi szakemberképzés támogatása, elősegítése, közgazdasági, pénzügyi, valamint interdiszciplináris kutatások elősegítése, támogatása;továbbá a Bács-kiskun vármegyei felsőoktatási intézmények és az ezekhez kapcsolódó tudományos intézmények szakmai és anyagi támogatása. A szempontok között szerepelt, hogy a Kecskeméti Főiskola (jelenleg Neumann János Egyetem) alkalmazott tudományok egyeteme cím megszerzésének segítése, a Gazdálkodási és Menedzsment alapszak bevezetése, illetve az új oktatási hely beruházással történő kialakítása a korábbi Izsáki utca kórház helyén.
Az Alapítványt 2014. március 14-én alapították.
Az alapítvány Kuratóriumának elnöke Ailer Piroska, tagjai Matolcsy György, Nagy Róza, Csizmadia Norbert, Horváth Viktória, Halápi Dóra és Varga László. A felügyelő bizottság elnöke Gerhardt Ferenc volt.

#### Az alapítvány céljai a következőek voltak
- Bács-Kiskun vármegyében, kiemelten Kecskeméten a közgazdasági, pénzügyi szakemberképzés támogatása, elősegítése, közgazdasági, pénzügyi, valamint interdiszciplináris kutatások elősegítése, támogatása;
- a művelődés, az oktatás és a tudomány támogatása és fejlesztése kecskeméti felsőoktatási intézmények, valamint felsőoktatáshoz kapcsolódó egyéb intézmények és tevékenységek létrehozását, illetve lebonyolítását lehetővé tevő intézményes, anyagi és társadalmi keretek megteremtése révén;
- az oktatási tevékenység fejlesztése Bács-Kiskun megyében, elsősorban Kecskeméten, valamint a kutatóhelyek létrehozása és támogatása;
- a Bács-kiskun megyei felsőoktatási intézmények és az ezekhez kapcsolódó tudományos intézmények szakmai és anyagi támogatása;
- a hasonló célú szervezetekkel való belföldi és külföldi együttműködés elősegítése és támogatása, közös projektek, programok és intézmények működtetése, ezáltal Magyarország nemzetközi oktatási és kutatási együttműködéseinek, kapcsolatainak erősítése;
- nevelés, képességfejlesztés, ismeretterjesztés;
- a Kecskeméti Főiskolával közösen a határon túli magyarság felsőoktatásának, és az ehhez kapcsolódó tudományos, kutatás-fejlesztési tevékenység támogatása

Az Alapítvány céljainak elérése érdekében nagyrészt azok kerültek meghatározásra, amelyek a Pallas Athéné Domus Animae Alapítvány esetében.
A 2014. márciusi alapító okirat szerint a megjelölt célok elérése érdekében az MNB 12 milliárd forintot bocsátott az alapítvány rendelkezésére, amelyből 10 milliárd forint esetében csak annak hozamai voltak felhasználhatóak. A vagyon összege 2017-re több mint 30 milliárd forintra emelkedett.
2015. októberében részt vett a Pallas Athéné Kecskeméti Campus Zrt. létrehozásában. A társaság alaptőkéjéhez 2 milliárd forint vagyoni hozzájárulás teljesített az alapítvány.
Az alapítvány, az egyetem, Kecskemét városi vezetője és a KEDO Zrt. vezetősége körül több személyi, rokon kapcsolat és összefonódás volt megfigyelhető, többek között Matolcsy György, Szemerey Szabolcs, Szemerey Tamás, Ailer Piroska, Csizmadia Norbert vonatkozásában.

#### Az alapítvány tulajdonában állt, illetve részvételével működtek az alábbi társaságok
- Kecskeméti Duális Oktatás Zrt. (KEDO Zrt., az alapítvány részesedésének mértéke 16,6%)
- Optima Befektetési-, Ingatlanhasznosító és Szolgáltató Zrt. (az alapítvány részesedésének mértéke 16,6%)[24]

A PADMA 2018.07.05-én jogutódlással szűnt meg, feladatait a jogutód Pallas Athéné Domus Sapientiae Alapítvány vette át.

### Pallas Athéné Domus Scientiae (PADS)
Az alapítvány célja a közgazdasági, pénzügyi szakemberek, kiemelten bankszakmai szakemberek képzésének, fejlesztésének támogatása.
2014. március 19-én alapították, az alapítvány jogerős nyilvántartásba vételére 2014. április 23-án került sor a törvényszéken.
Az alapítvány Kuratóriumának elnöke Balog Ádám, tagjai Hetényi Márk, Lentner Csaba, Kaiker Kinga, Magyarics Tamás. Az alapítvány igazgatója Szuromi-Kovács Ágnes, a felügyelőbizottság elnöke a Polt-Palásthy Marianna, Polt Péter legfőbb ügyész felesége. A munkavállalók száma 4 fő volt.
Az Alapítvány megalapításakor meghatározták, hogy felújítását követően a Budapest, Kálmán Imre 20. szám alatti épület lesz a működésének helyszíne

#### Az Alapítvány céljai a következőek voltak
- a közgazdasági, pénzügyi szakemberek, kiemelten bankszakmai szakemberek képzésének, fejlesztésének támogatása, elősegítése;
- bankszakmai tanfolyamok, akkreditált szakképesítést nyújtó, illetve nemzetközileg akkreditált banki, valamint az EU pályázatkezeléshez kapcsolódó képzések szervezésének, a közgazdasági oktatási tevékenység fejlesztésének előmozdítása, támogatása;
- hitelintézeti szakkönyvek, szakfolyóiratok, szaklapok kiadása;
- a hasonló célú szervezetekkel való belföldi és külföldi együttműködés elősegítése és támogatása, közös projektek, programok és intézmények működtetése.

Az Alapítvány céljainak elérése érdekében nagyrészt azok kerültek meghatározásra, amelyek a Pallas Athéné Domus Animae Alapítvány esetében.
2016. márciusáig 203 pályázat érkezett magánszemélyek és 102 szervezetek részéről, amelyek közül összesen 174 részesült támogatásban.
Az alapítvány 2014 szeptemberében indult ösztöndíj-programmal támogatta a hazai doktori képzést, a program keretében 23 különböző kötelező és választható kurzus várta hallgatók jelentkezését. Kocziszky György, aki a MNB Monetáris Tanács tagja volt, szintén részt vehetett az oktatási tevékenységben.
A MNB alapításkor 22 milliárd forintot bocsátott a rendelkezésre, majd már júliusban további 20 milliárd forintot. A befektetési döntések között 2016. június 30-ig sok milliárd forintban számos betétlekötés és magyar, olasz állampapír vásárlás történt, de például 2015-ben a Pallas Athéné Kecskeméti Campus Ingatlanfejlesztő Zrt. létrehozásában 2 milliárd forint hozzájárulás történt, a Kasselik-ház Ingatlanfejlesztő Zrt. létrehozásában pedig 1,6 milliárd forinttal járultak hozzá.

#### Az alapítvány tulajdonában állt, illetve részvételével működtek az alábbi társaságok
- Kasselik-Ház Ingatlanfejlesztő Zrt. (az alapítvány részesedésének mértéke 25%)
- Kecskeméti Duális Oktatás Zrt. (az alapítvány részesedésének mértéke 16,6%)
- Optima Befektetési-, Ingatlanhasznosító és Szolgáltató Zrt. (az alapítvány részesedésének mértéke 16,6%)
- FERIDA Zrt. (az alapítvány részesedésének mértéke 25%)[31]

A PADS 2017.07.24-én jogutódlással szűnt meg, feladatait a jogutód Pallas Athéné Domus Educationis Alapítvány vette át.

### Pallas Athéné Domus Concordiae (PADOC)
Az Alapítvány célja a határon túli, kiemelten a Kárpát-medencei gazdasági oktatás támogatása, tevékenységének fejlesztése volt. A magyar kormány az Erdélyben működő, magyar nyelven oktató egyetemeket már évek óta támogatta pénzügyi forrásokkal, ebben a Magyar Nemzeti Bank is részt kívánt venni.
2014. március 19-én alapították, az alapítvány jogerős nyilvántartásba vételére 2014. április 23-án került sor a törvényszéken.
Az alapítvány Kuratóriumának elnöke Naszvadi György, tagjai Csizmadia Norbert, Kandrács Csaba, Réfy Imre, Kásler Miklós, Ailer Piroska, Schaller Ernő voltak. A felügyelő bizottság elnöke Gerhardt Ferenc volt. A munkavállalók száma 5 főt tett ki.

#### Az Alapítvány főbb célkitűzései
- a határon túli, kiemelten a Kárpát-medencei közgazdasági, pénzügyi szakemberképzés támogatása, elősegítése, közgazdasági, pénzügyi, valamint interdiszciplináris kutatások elősegítése, támogatása,
- a művelődés, oktatás és a tudomány támogatása és fejlesztése határon túli felsőoktatási intézmények, valamint felsőoktatáshoz kapcsolódó egyéb intézmények és tevékenységek létrehozását, illetve lebonyolítását lehetővé tevő intézményes, anyagi és társadalmi keretek megteremtése révén,
- a határon túli, elsődlegesen Kárpát-medencei oktatási tevékenység fejlesztése, valamint kutatóhelyek létrehozása és támogatása,
- határon túli felsőoktatási intézmények és az ehhez kapcsolódó tudományos intézmények szakmai és anyagi támogatása,
- a hasonló célú szervezetekkel való belföldi és külföldi együttműködés elősegítése és támogatása, közös projektek, programok és intézmények működtetése, ezáltal Magyarország nemzetközi oktatási és kutatási együttműködéseinek, kapcsolatainak erősítése,
- nevelés, képességfejlesztés, ismeretterjesztés,
- a határon túli, kiemelten a Kárpát-medencei magyarság felsőoktatásának, és az ehhez kapcsolódó tudományos, kutatás-fejlesztési tevékenységének a támogatása.[36]

2016. márciusáig a beérkezett összesen 139 pályázatból 89 esetében támogató döntést hoztak.
Az alapítvány hosszú távú együttműködési megállapodást kötött a Sapientia Erdélyi Magyar Tudományegyetemmel, a Partiumi Keresztény Egyetemmel, a felvidéki Selye János Egyetemmel, az Ungvári Nemzeti Egyetem Magyar Tannyelvű Humán- és Természettudományi Karával, valamint az Újvidéki Egyetem Magyar Tannyelvű Tanítóképző Karával. Az alapítvány több tudományos konferenciát, szakkollégiumi programot, kutatást, tananyag fejlesztési programot, valamint mobilitás projektet támogatott.
2015-ben a Sapientia-EMTE négy karán futó „oktatási és tehetséggondozási programok fejlesztésének, képzések, illetve felzárkóztatási programok, valamint infrastrukturális fejlesztések elindítása” című projekt 120 millió forintot kapott, további 6 millió forintot biztosítottak könyvtárfejlesztésre. Az Erdélyi Református Egyházkerület „oktatásfejlesztési programok támogatása” című projektre 50 millió forintot folyósítottak, míg a Partiumi Keresztény Egyetem „képzések és szakok versenyképességének növelése, a tehetséggondozó és a szakkolégiumi tevékenységek elősegítése, illetve eszközfejlesztés támogatása” címen 40 millió forintot kapott.
Az alapítvány alapításkori induló tőkéje 50 milliárd Ft volt, azonban a 2016-os üzleti évben 100.000.000 Ft-al tőkeemelés történt. A befektetési döntések között 2016. június 30-ig több milliárd forintban számos betétlekötés és állampapír vásárlás történt, 2015-ben a Pallas Athéné Kecskeméti Campus Ingatlanfejlesztő Zrt. létrehozásában 2 milliárd forint hozzájárulás történt, és a Ferida Zrt. alaptőke emelésére is fordítottak.

#### Az alapítvány tulajdonában állt, illetve részvételével működtek az alábbi társaságok
- Kecskeméti Duális Oktatás Zrt. (az alapítvány részesedésének mértéke 16,6%)
- Optima Befektetési-, Ingatlanhasznosító és Szolgáltató Zrt. (az alapítvány részesedésének mértéke 16,6%)
- FERIDA Zrt. (az alapítvány részesedésének mértéke 25%)[37]

A PADOC 2017.07.24-én jogutódlással szűnt meg, feladatait a jogutód Pallas Athéné Domus Educationis Alapítvány vette át.

### Pallas Athéné Domus Innovationis (PADI)
Az alapítvány elsősorban a tudásteremtés ösztönzése, a társadalomtudományi, valamint az interdiszciplináris képzések, kutatások élősegítése, támogatása, azok eredményeinek elterjesztése és ezáltal a kis- és közepes méretű vállalkozások versenyképességének elősegítése, a tudományos és gazdasági kapcsolatok fejlesztése érdekében került létrehozásra.
2014. december 23-án alapították, az alapítvány jogerős nyilvántartásba vételére 2015. április 10-én került sor a törvényszéken. Az alapítvány kuratóriumának elnöke Fekete Zoltán, elnökhelyettesei Nagy Róza és Csuhaj-Varju Imre, tag Vörös József. Az alapítvány igazgatója Bánkuty Tamás volt. 2016-ban a kuratórium elnöke Nagy Róza, tagjai Vajda Zita, Nagy Róbert, Csuhaj-Varju Imre, Vörös József voltak, míg 2018-ban a kuratórium tagja volt Lávich Erzsébet és Bogár László. A felügyelő bizottság elnöke Kardkovács Kolos. Az alapítványnak 2 nyilvántartott munkavállalója volt.

#### Az Alapítvány főbb célkitűzései az alábbiak voltak
- tudományos, kutatás-fejlesztési, innovációs és modernizációs tudásközpont létrehozása és működtetése
- a tudásteremtés ösztönzése, a tudományos ismeretek és tapasztalatok megosztása
- a gazdaság és a hazai versenyképesség kitörési pontjait jelentő tématerületeken (bionika, robotika, egészségügy, egészségipar és egészségügyi szolgáltatások, turizmus, start-up vállalkozások) interdiszciplináris kutatások, új tudományos és gazdasági ismeretek, eredmények létrehozásának ösztönzése és támogatása
- a gazdaságban alkalmazható kutatás-fejlesztés ösztönzése, azok eredményeinek elterjesztése, ezáltal a kis- és közepes méretű vállalkozások versenyképességének elősegítése
- a magas hozzáadott értékű foglalkoztatás erősítése, a hazai és nemzetközi együttműködések ösztönzése, a tudomány-technológia, a kutatásfejlesztés, az innováció és a modernizáció területén
- tudományos, kutatás-fejlesztési, innovációs és modernizációs vállalkozói klaszterek és hálózatok építése, létrehozásának ösztönzése, támogatása
- a magyar szellemi örökség gazdagítása
- nemzetközi gazdasági kapcsolatok ösztönzése és fejlesztése, a nemzetközi eredmények becsatornázása
- külföldi tapasztalatszerzés támogatása
- tudományos, innovációs, modernizációs tárgyú tankönyvek, szakkönyvek, szakfolyóiratok, szaklapok kiadása, kiadásának támogatása
- részvétel hazai és európai uniós támogatási és pályázati programokban, tanácsadás, információ szolgáltatás biztosítása.[42]

Az alapítvány első évében a New Wave Production Kft. részére: nyújtott jelentősebb támogatási összeget a "Startup Nemzet" projekt megvalósítására, illetve innovatív társadalmi újságírásra (médiaanyagok és adatvizualizációk készítése, üzleti ötletversenyek szervezése), illetve 200 fő részvételével nagyszabású konferenciát szervezett Budapesten „Innovatív vállalkozások a Kárpát-medencében” címmel.
Az alapítvány induló tőkéje 37 milliárd forint volt, amelyet 2025. év végére 41.7 milliárd Ft-ra emeltek.
2015. szeptemberében megvásárolta az 1013 Döbrentei utca 2. szám alatti irodaházat, melynek bérbeadásából bevételt kíván realizálni. Alapítói vagyonrendeléssel a Pusztaszeri úton található, a volt MTA Kémiai Kutatóintézetének épülete is az Alapítvány tulajdonába került.
A világörökség részét képező Ybl Vízház – egykori Várkert Kaszinó – épületét 2016-ban 10,5 millió euróért vásárolták meg a Vízház Zrt-n keresztül, ezt a tervek szerint tudományos konferenciák helyszíneként, kortárs képzőművészeti kiállító- és rendezvényközpontként kívánták hasznosítani.

#### Az alapítvány tulajdonában állt, illetve részvételével működtek az alábbi társaságok
- Kasselik-Ház Ingatlanfejlesztő Zrt. (az alapítvány részesedésének mértéke 25%)
- Kecskeméti Duális Oktatás Zrt. (az alapítvány részesedésének mértéke 16,6%)
- Optima Befektetési-, Ingatlanhasznosító és Szolgáltató Zrt. (az alapítvány részesedésének mértéke 16,6%)
- FERIDA Zrt. (az alapítvány részesedésének mértéke 25%)
- Vízház Ingatlanfejlesztő Zrt. (az alapítvány részesedésének mértéke 100%)[44]

A PADI 2017.12.21-én jogutódlással szűnt meg, feladatait a jogutód Pallas Athéné Innovációs és Geopolitikai Alapítvány vette át.

### Pallas Athéné Geopolitikai (PAGEO)
Az Orbán kormány egyik gazdaságstratégiai törekvése az volt, hogy külgazdasági kapcsolataiban új piacokat célozzon meg és kapcsolatrendszereket alakítson ki, különös tekintettel a keleti nyitás politikájára, illetve hogy új alapokra helyezze viszonyát a világ különböző gazdasági és politikai szereplőivel. Ehhez a törekvéshez az alapítvány tudásteremtéssel, elemzésekkel, nemzetközi és tudományos partnerségek kialakításával kívánt hozzájárulni.
2014. június 4-én alapították, a törvényszéken az alapítvány jogerős nyilvántartásba vételére 2014. október 15-én került sor.
Az alapítvány kuratóriumának elnöke Csizmadia Norbert, tagjai Lavich Erzsébet és Bogár László, Nagy Viktor, Hergár Eszter, az alapítvány igazgatója Bendarzsevszkij Anton volt.

#### Az Alapítvány főbb célkitűzései
- olyan, a világ globális működését és a területi fejlődét leíró és prognosztizáló geostratégiai és geopolitikai tudásteremtés ösztönzése, amely segíti Magyarország fejlődésének előmozdítását,
- a hazai és nemzetközi eredmények gazdaságpolitikai alkalmazásának ösztönzése, a geopolitikához kapcsolódó részterületek, mint például az ágazati és politikai trendek, biztonságpolitika, gazdaságtörténet, városfejlődés mélyebb feltárásának ösztönzése és nyomon követése,
- a tématerületen az ismeretek és tapasztalatok hálózatos megosztása, ennek érdekében nemzetközi geostratégiai intézetekkel („think tank” műhelyekkel) való együttműködések ösztönzése és nemzetközi programokban való magyar részvétel elősegítése,
- a legjelentősebb geostratégiai és geopolitikai, stratégiai szakértők, stratégiai gondolkodók hálózatának kiépítése és Magyarországra hívása,
- gazdaságstratégiával és tervezéssel kapcsolatos szakmai közélet ösztönzése, különösen műhelymunkák és kutatócsoportok, fórumok támogatásával, továbbá geostratégiai és geopolitikai szakmai publikációs aktivitás ösztönzése, nemzetközi szakirodalmak hazai megjelentetése,
- a közgazdaságtan, a kapcsolódó társadalomtudományi és geográfiai szakterületek és a geopolitikával kapcsolatos összefüggések szakmai vizsgálata[47]

2014.06.04-én 22 milliárd forint tőkével kezdte meg működését, 2015-ben 6 milliárd Ft-tal megemelték ezen összeget, majd 2016-még még további 2.1 milliárd Ft-ot kapott. Ezen évben már 21 munkavállalat is alkalmazott.
2015-ben geopolitikai kutatóintézetet hozott létre és nemzetközi szakértőket hívott Magyarországra. Az alapítvány több szakmai kiadvány és könyv kiadásával hozzáájult a geopolitikai tudásteremtés ösztönzéséhez.
A befektetések között 2016. június 30-ig az államkötvények vásárlásán és betétlekötéseken túl a Budapest, Úri utca 72. sz. alatti, a Budapest, Mátyás király út 44. sz. alatti ingatlanok beruházásaira fordítottak jelentős összegeket. Részt vett vagyoni hozzájárulással a Pallas Athéné Domus Optima Zrt., a Kasselik-ház Ingatlanfejlesztő Zrt., a Pallas Athéné Kecskeméti Campus Ingatlanfejlesztő Zrt létrehozásában.
2016. márciusáig a beérkezett 363 pályázatból 195-öt támogattak. Azonban az alapítvány tevékenységét már működése során is több kritika és kifogás is érte. Magánszemély részére havi 1 millió Ft-ot fizettek Európa és Ázsia határát alkotó régióval kapcsolatos átfogó geopolitikai témájú elemzésekért. A New Wave Media Kft-nek a BUD 2020 – Budapest Vízió" bemutatására és ismertetésére több tízmillió Ft-ot fizettek ki. Egy Kft-nek pedig 40ezer eurót fizettek Parag Khanna előadó 2017.márciusi rendezvényekre történő biztosítása. A jegybank elnökéhez köthető Vajda Zita az alapítványnál igazgatóhelyettesi kinevezést kapott, ezzel kapcsolatban a jegybank közölte, hogy a felkészültsége, szakmai hozzáértése alapján nevezték ki. Az alapítvány támogatott doktori munkákat, például a későbbiekben kritikákat kapott afrikai utazásokra is több millió forintot lehetett felhasználni egy olyan témában, amely a nők politikai és civil részvételét kutatta egy közép-afrikai országba. A pécsi egyetemhez kapcsolódó oktatók is több millió forintot kapott kínai, afrikai utazásra és egyéb kutatási projektekhez.
2015 februárjában nettó 1,038 milliárd forintért megvette az offshore hátterű Wakefield Kft.-től a képzési és kutatási központnak szánt svábhegyi ingatlant, amelyet korábban 950 millióért hirdettek. Az alapítványi épületbe wellness-részleget, szaunát, medencét és pezsgőfürdőket is terveztek az átalakítások során. Az alapítvány Mátyás király út 44. sz. alatti épületet „néhány év múlva eladták, majd a Felis magántőkealap érdekeltségébe tartozott, amely Száraz István, Matolcsy Ádám baráti köréhez tartozott.”
Csizmadia egy konferencia alkalmával az alapítványok pénzéről azt mondta, az az alapítványok pénze, nem a jegybanké.

#### Az alapítvány tulajdonában állt, illetve részvételével működtek az alábbi társaságok
- Kasselik-Ház Ingatlanfejlesztő Zrt. (az alapítvány részesedésének mértéke 25%)
- Kecskeméti Duális Oktatás Zrt. (az alapítvány részesedésének mértéke 16,6%)
- Optima Befektetési-, Ingatlanhasznosító és Szolgáltató Zrt. (az alapítvány részesedésének mértéke 16,6%)
- FERIDA Zrt. (az alapítvány részesedésének mértéke 25%)[50]

A PAGEO 2017.12.21-én jogutódlással szűnt meg, feladatait a jogutód Pallas Athéné Innovációs és Geopolitikai Alapítvány vette át.

## A kezdeti Pallas Athéné Alapítványok összevonásai
Az eredeti 6 alapítvány esetében az MNB – mint az alapítói jogok gyakorlója – igazgatósága döntése értelmében az alábbiak szerint egyesítésre kerültek a szervezetek és új, jogutód alapítványokat hoztak létre.
- Pallas Athéné Domus Sapientiae Alapítvány (PADS)
- Pallas Athéné Domus Educationis Alapítvány (PADE)
- Pallas Athéné Innovációs és Geopolitikai Alapítvány (PAIGEO)

### Pallas Athéné Domus Sapientiae Alapítvány (PADS)
A Magyar Nemzeti Bank igazgatósága 2017.12.12-én úgy döntött, hogy összeolvasztja a Pallas Athéné Domus Animae Alapítványt és a Pallas Athéné Domus Mentis Alapítványt. A megszűnő két alapítvány feladatait a jogutód Pallas Athéné Domus Sapientiae Alapítvány vette át. A Fővárosi Törvényszék 2018.07.05-én bejegyezte a jogelőd Alapítványok megszűnését és a jogutód Alapítvány létrejöttét. A PADS rövidítést egyébként korábban a Domus Scientiea alapítvány esetén is alkalmazták, de azzal nem összetévesztendő.
Az Alapítvány célja egy olyan, a kor követelményeinek megfelelő tudományos műhely létrehozása, amely a modern képzés megteremtésével, valamint kiemelkedő oktatási színvonal és kompetenciák biztosításával fórumot teremt a jövő generációk közgazdasági és pénzügyi szakembereinek. Az Alapítvány működésének helyszíne a Budapest, Úri utca 21. szám alatti régi Budai Városháza műemlék épülete, a Bölcs Vár.
Az alapítvány Kuratóriumának elnöke Matolcsy György, tagjai Csizmadia Norbert, Nagy Róza, Vörös József, Dubéczi Zoltán, Réfy Imre, Horváth Botond, míg az alapítvány igazgatója Bánkuty Tamás volt.
Az alapítvány pénzbeli vagyona 90,2 milliárd forint. Ebből a PADA alapítványtól érkezett 40,1 milliárd forint, további 20 milliárd forintnyi összeg euróban, illetve a PADMA 30,1 milliárd forintot bocsátott a rendelkezésre. Ezen kívül a Budapest, Úri u. 21. szám alatti ingatlan és a Kecskemét, Izsáki út 5. szám alatti kivett beépítetlen terült került az alapítványhoz.
Az Alapítvány fő célkitűzései:
- • a közgazdasági, pénzügyi szakemberképzés támogatása, elősegítése, közgazdasági, pénzügyi, valamint interdiszciplináris kutatások elősegítése, szakmai támogatása;
- • a művelődés, az oktatás és a tudomány támogatása és fejlesztése felsőoktatási intézmények, kutatóhelyek, valamint felsőoktatáshoz kapcsolódó egyéb intézmények és tevékenységek létrehozását, illetve lebonyolítását lehetővé tevő intézményes, anyagi és társadalmi keretek megteremtése révén;
- • a hasonló célú szervezetekkel való belföldi és külföldi együttműködés elősegítése és támogatása, közös projektek, programok és intézmények működtetése, ezáltal Magyarország nemzetközi oktatási és kutatási együttműködéseinek, kapcsolatainak erősítése;
- • a határon túli magyarság felsőoktatásának, és az ehhez kapcsolódó tudományos, kutatás-fejlesztési tevékenység támogatása.[64]

Az Alapítvány céljainak elérése érdekében:
- • adományokat gyűjt, létrehozza és működteti a szükséges intézményeket, promóciós és reklám tevékenységeket végez;
- • az Alapítvány alapcéljait segítő szervezeteket működtethet;
- • kapcsolatot tart a céljait támogató külföldi szervezetekkel;
- • ösztöndíj és vendégtanári rendszert alakít ki és működtet, és az ezt szolgáló tárgyi feltételrendszer megteremtésével gondoskodik az adományokból keletkező alapítványi vagyon felhasználásáról;
- • a közgazdasági, pénzügyi szakemberképzés és továbbképzés érdekében szervezési, fejlesztési és kutatási tevékenységet folytat;
- • szemináriumokat, előadásokat szervez és támogat;
- • képzési programokat dolgoz ki és fejleszt;
- • elősegíti szakkönyvek, tankönyvek, folyóiratok, és más kiadványok megjelentetését, ezekhez anyagi támogatást nyújt;
- • referencia könyvtárt hoz létre, külföldi szakkönyvek, folyóiratok beszerzését és hozzáférhetővé tételét támogatja (elsősorban a szakmai továbbképzésen résztvevők számára);
- • kutatási programokat dolgoz ki és valósít meg;
- • céljai megvalósítása érdekében részt vesz a nemzetközi és hazai támogatási és pályázati programokban;
- • elősegíti a magánszemélyek pénzügyi kultúrájának és pénzügyi tudatosságának fejlesztését;
- • elősegíti az egyének pénzügyi tájékozottságának növelését annak érdekében, hogy képesek legyenek tudatos és felelős pénzügyi döntéseket hozni;
- • elősegíti a pénzügyi rendszer intézményeinek, működési rendszerének széleskörű megismertetését; • támogatja a pénzügyi oktatás technikai feltételeinek javítását (számítógépek, szoftverek beszerzése, elterjesztése); számítógépes munkamódszerek megismertetése és
- • támogatja a pénzügyi területen működő oktatók, a képzésben résztvevő gyakorló szakemberek továbbképzését Magyarországon és külföldön;
- • külföldi szakértőket hív meg a hazai pénzügyi oktatásban való részvételre;
- • támogatja a szakmai továbbképzésben résztvevő legsikeresebb hallgatók külföldi tapasztalatszerzését;
- • az alapítványi célokkal összhangban az Alapítvány tulajdonába tartozó ingatlanok vonatkozásában ingatlan fejlesztést és hasznosítást végez;
- • gazdasági társaságot alapíthat vagy részesedést szerezhet olyan gazdálkodó szervezetben, amelyben felelőssége korlátozott és annak mértéke nem haladja meg vagyoni hozzájárulása mértékét.[64]

Az alapítvány doktori programot, szervezeteket és magánszemélyeket is támogatott, például a 2018/2019-es tanévre vonatkozóan „Tiszaroffi Ösztöndíj,- és Továbbtanulási Program”-ra közel 67 millió forint támogatást biztosítottak, amelynek célja Tiszaroff és a környék további 6 falu lakosainak felzárkóztatása és az ottani hallgatók tanulmányainak támogatása volt. A Pécsi Tudományegyetem – Geopolitikai Doktori Program 2018/2019-es akadémiai év támogatása 91 millió forintba került.
2019. december 5-én az alapítvány a Pallas Athéné Innovációs és Geopolitikai Alapítvánnyal és a Pallas Athéné Domus Educationis Alapítvánnyal összeolvadt és megszűnt, jogutódjuk a Pallas Athéné Domus Meriti Alapítvány lett.

### Pallas Athéné Domus Educationis Alapítvány (PADE)
A Magyar Nemzeti Bank  igazgatósága 2016.12.21-én úgy döntött, hogy összeolvasztja a Pallas Athéné Domus Scientiae Alapítványt és a Pallas Athéné Domus Concordiae Alapítványt. A megszűnő két alapítvány feladatait a Pallas Athéné Domus Educationis Alapítvány vette át, melyet a Bíróság 2017.07.24-én jóváhagyott.
Az alapítvány célja a makroökonómiai, pénzügyi és ezekhez kapcsolódó módszertan, kárpát-medencei magyar nyelvű szakemberképzés támogatása.
Az alapítvány Kuratóriumának elnöke Dubéczi Zoltán, tagjai Réfy Imre, Magyarics Tamás, Lentner Csaba, Ailer Piroska, Csuhaj Varju Imre, Csizmadia Norbert, míg az alapítvány igazgatója Bánkuty Tamás volt. Az alapítvány 4 fő alkalmazottal működött.
Az alapítvány pénzügyi vagyona 100,2 milliárd forint, amelyből mind a PADS mind pedig a PADOC részéről 30,1 milliárd forint és 20 milliárd forintnak megfelelő euro került átadásra. Ezen felül a Budapest, Kálmán Imre u. 20. szám alatti ingatlant bocsátották az alapítvány rendelkezésére, tulajdonába.
Az Alapítvány főbb céljai
- a közgazdasági, pénzügyi szakemberek, kiemelten bankszakmai szakemberek képzésének, fejlesztésének támogatása, elősegítése;
- bankszakmai tanfolyamok, akkreditált szakképesítést nyújtó, illetve nemzetközileg akkreditált banki, valamint az EU pályázatkezeléshez kapcsolódó képzések szervezésének, a közgazdasági oktatási tevékenység fejlesztésének előmozdítása, támogatása;
- hitelintézeti szakkönyvek, szakfolyóiratok, szaklapok kiadása –
- a határon túli, kiemelten a Kárpát-medencei közgazdasági, pénzügyi szakemberképzés támogatása, elősegítése, közgazdasági, pénzügyi, valamint interdiszciplináris kutatások elősegítése, támogatása,
- a művelődés, oktatás és a tudomány támogatása és fejlesztése határon túli felsőoktatási intézmények, valamint felsőoktatáshoz kapcsolódó egyéb intézmények és tevékenységek létrehozását, illetve lebonyolítását lehetővé tevő intézményes, anyagi és társadalmi keretek megteremtése révén,
- a határon túli, elsődlegesen Kárpát-medencei oktatási tevékenység fejlesztése, valamint kutatóhelyek létrehozása és támogatása, határon túli felsőoktatási intézmények és az ehhez kapcsolódó tudományos intézmények szakmai és anyagi támogatása,
- nevelés, képességfejlesztés, ismeretterjesztés,
- a határon túli, kiemelten a Kárpát-medencei magyarság felsőoktatásának, és az ehhez kapcsolódó tudományos, kutatás-fejlesztési tevékenységének a támogatása.
- hasonló célú szervezetekkel való belföldi és külföldi együttműködés elősegítése és támogatása, közös projektek, programok és intézmények működtetése, ezáltal Magyarország nemzetközi oktatási és kutatási együttműködéseinek, kapcsolatainak erősítése[70]

Az alapítvány működése alatt támogatott különböző egyesületeket, alapítványokat eszközfejlesztések, programok lebonyolítása terén, továbbá több felsőoktatási intézményt (Budapesti Corvinus Egyetem, Pécsi Tudományegyetem, Sapientia Erdélyi Magyar Tudományegyetem, Dunaújvárosi Egyetem, Neumann János Egyetem, Selye János Egyetem, Babes – Bolyai Tudományegyetem, Széchenyi István egyetem). 2009-ben a Pécsi geopolitikai Doktori Program támogatása 217.500 e Ft fordítottak. A magánszemélyek általi kutatások támogatására átlagban 2-7 millió forint összeget ítéltek meg, míg például a Moldvai Csángómagyarok Szövetsége szakmai programjainak megvalósításának támogatása 30 M Ft, a Magyar Ifjúsági Tanács „30. Bálványosi Nyári Szabadegyetem és Diáktábor – Tusványos” rendezvény20 M Ft támogatásban részesült. Az Ukrajna euro-atlanti integrációjának segítése Kárpátalja példáján keresztül elnevezésű konferencia megrendezése 5 M Ft-ot adtak.

#### Az alapítvány tulajdonában állt, illetve részvételével működtek az alábbi társaságok
- Kecskeméti Duális Oktatás Zrt. (az alapítvány részesedésének mértéke 33,34%)
- Optima Befektetési-, Ingatlanhasznosító és Szolgáltató Zrt. (az alapítvány részesedésének mértéke 33,34%)
- FERIDA Zrt. (az alapítvány részesedésének mértéke 50%)[69]

2019. december 5-én az alapítvány a Pallas Athéné Innovációs és Geopolitikai Alapítvánnyal és a Pallas Athéné Domus Sapientiae Alapítvánnyal összeolvadt és megszűnt, jogutódjuk a Pallas Athéné Domus Meriti Alapítvány lett.

### Pallas Athéné Innovációs és Geopolitikai Alapítvány (PAIGEO)
A Pallas Athéné Geopolitikai és a Pallas Athéné Domus Innovationis Alapítványok összeolvadása útján, azok megszűnését követően 2017.12.21-én jogutód szervezetként jött létre. A megszűnő két alapítvány feladatait átvette.
Az alapítvány célja tudományos, kutatás-fejlesztési, innovációs és modernizációs tudásközpont létrehozása és működtetése volt, továbbá a tudásteremtés ösztönzése és a tudományos ismeretek megosztása.
Az alapítvány Kuratóriumának elnöke Csizmadia Norbert, elnökhelyettes Bogár László és Nagy Róza, tagjai Lávich Erzsébet, Hergár Eszter, Salamin Géza, míg az alapítvány igazgatója Bánkuty Tamás volt. Az alapítvány 19 fő alkalmazottal működött.
Az alapítvány pénzbeli vagyona alapításakor 69,2 milliárd forintot tett ki, amely egyrészt a PADI részére biztosított 39.1 milliárd forint, illetve a PAGEO részére biztosított 10,1 milliárd forint és 20 milliárd forint összegű euróból eredt. Emellett nem pénzbeli vagyonrendezésként hozzá került a Budapest, Ferenchegyi lépcső 2. szám alatti ingatlan „kivett kutatóintézet” címszó alatt.
A működése során konferenciatámogatások, kutatási programtámogatások, könyv és periodikus lapok kiadásának támogatása voltak a célok, de 2019-ben a Budapesti Corvinus Egyetem és a Fudan Egyetem MBA Programját 159 millió forinttal támogatták, a Pécsi Tudományegyetem Geopolitikai Doktori Program támogatása 161 millió forintot tett ki. Emellett más egyetemek, szervezetek, alapítványok és magánszemélyek is részesültek támogatásokban.

#### Az alapítvány tulajdonában állt, illetve részvételével működtek az alábbi társaságok
- Kecskeméti Duális Oktatás Zrt. (az alapítvány részesedésének mértéke 33,34%)
- Optima Befektetési-, Ingatlanhasznosító és Szolgáltató Zrt. (az alapítvány részesedésének mértéke 33,34%)
- FERIDA Zrt. (az alapítvány részesedésének mértéke 50%)[74]

2019 december 5. nappal összeolvadt a Pallas Athéné Domus Educationis Alapítvánnyal és a Pallas Athéné Domus Sapientiae Alapítvánnyal. Ennek eredményeként létrejött a Pallas Athéné Domus Meriti Alapítvány, mint jogutód.

## Az alapítványok vitatott tevékenységei, működésük során megfogalmazott kritikák
Az alapítványokat működésük során az eredeti célok (pénzügyi-közgazdasági kutatások, képzések elősegítése és támogatása) tekintetében a pénzköltések (közbeszerzés hiánya, átláthatóság), a megkötött szerződések (vállalkozói kör, túlárazás) és a megítélt támogatások (tartalma, hasznossága) terén is több kritika érte. Az alapítványi kuratóriumi elnökök díjazása a minimálbér hétszerese volt, továbbá az MNB alapítványi- és céghálóban álláshalmozások is voltak. A Magyar Építő Zrt. 3,5 milliárd forint értékben kapott megbízást, 600 millió forintot fizettek ki a a New Wave Production Kft.-nek, 70 millió forint körül juttattak a Matolcsy György jegybankelnökről írt 'Sakk és póker' című könyv szerzőjének, továbbá az alapítványok egyenként havi 750 ezer forintért megrendelték a BanKonzult Kft.-től a „Hazai és globális gazdasági és pénzügyi trendek”, tartalmilag azonos elemzést. 2017-ban a 300 ezer forint összegű doktori ösztöndíjban részesültek között többek között szerepelt a jegybank elnökhöz kapcsolódó Vajda Zita, az MNB akkori ügyvezető igazgatója, vagy az alapítványoknál kuratóriumi tag Nagy Róza lánya.  Az alapítványok kuratóriumi tagjai is részesültek különböző támogatásokban, megbízásokban, még ha nem is attól az alapítványtól, amelyben benne voltak. Kásler Miklós könyvére 39 millió forintot biztosítottak, de Halápi Dóra ügyvédet, aki a PADMA kuratóriumának tagja volt, több Pallas Athéné alapítvány is megbízta jogi feladatokkal, egyenként félmilliós havidíjért. Az alapítványok a jegybanki alapkamatnál alacsonyabb kamatra kötöttek le pénzt a Növekedési és Hitel (NHB) Banknál. Amikor 2016 májusában a Parlamentben szembesítették a jegybankelnököt a rokonoknak juttatott pénzzel, úgy fogalmazott, hogy „blöff, blöff, blöff”. 
Ezen időszakban több feljelentés megtételére is sor került hűtlen kezelés és hivatali visszaélés gyanúja miatt, azonban ezeknek semmilyen eredményük nem lett. A svábhegyi luxusvilla megvásárlásával kapcsolatban a rendőrségi nyomozásban annyit állapítottak meg, hogy a PAGEO legalább 100 milliót spórolt volna, ha egy másik cégen keresztül veszi meg az ingatlant.

## Az alapítványok fő gazdasági társaságai
Az eredeti 6 alapítvány 2015-ben létrehozta a Pallas Athéné Domus Optima Befektetési, Ingatlanhasznosító és Szolgáltató Zrt.-t, amely 2016-tól OPTIMA Befektetési-, Ingatlanhasznosító és Szolgáltató Zrt. néven folytatta tevékenységét. A cég az alapítványok vagyonkezelője lett. Az Optima Befektetési Zrt. megalapítására azért került sor, hogy támogatást nyújtson a könyvelési, számviteli, jogi és kommunikációs tevékenységekben, valamint a befektetési döntések előkészítésében és az alapítványok tulajdonában álló épületek üzemeltetésében. Az Optima Befektetési Zrt. feladata lett, hogy az alapítványi vagyont olyan biztonságos megoldással fektesse be, amellyel magas hozamot ér el, mivel az alapítványok kizárólag e hozamból gazdálkodhatnak, alapítói vagyonukat nem „költhetik el”. 
Szintén 2015-ben hozta létre 4 alapítvány a Ferida Zrt-t, ami a jegybanki alapítványok befektetéssel foglalkozó vállalata. A Ferida Zrt. 2022. május 30-án az OPTIMA Befektetési Zrt. tulajdonába került. 2023-ban Ferida Zrt.-be több másik társaság mellett beolvadt a Kasselik-Ház Ingatlanfejlesztő Zrt. is. A Ferida Zrt. már 2016-ban külföldi értékpapírokat is vásárolt, köztük Tesla és Netflix értékpapírokat, illetve 4,4 milliárd forintból kockázattal járó nagy globális bankok kötvényeit vásárolta meg.

## Pallas Athéné Domus Meriti Alapítvány (PADME)
2019. december 5-én jött létre három korábbi alapítvány (PADS, PADE, PAIGEO) összeolvadásának eredményeképpen, azok jogutód szervezeteként, a bíróság december 6-án vette nyilvántartásba. Az Alapítvány működésének megjelölt helyszíne a Budapest, Úri utca 21. szám alatti régi Budai Városháza műemlék épülete.